# Archiv für Papyrusforschung

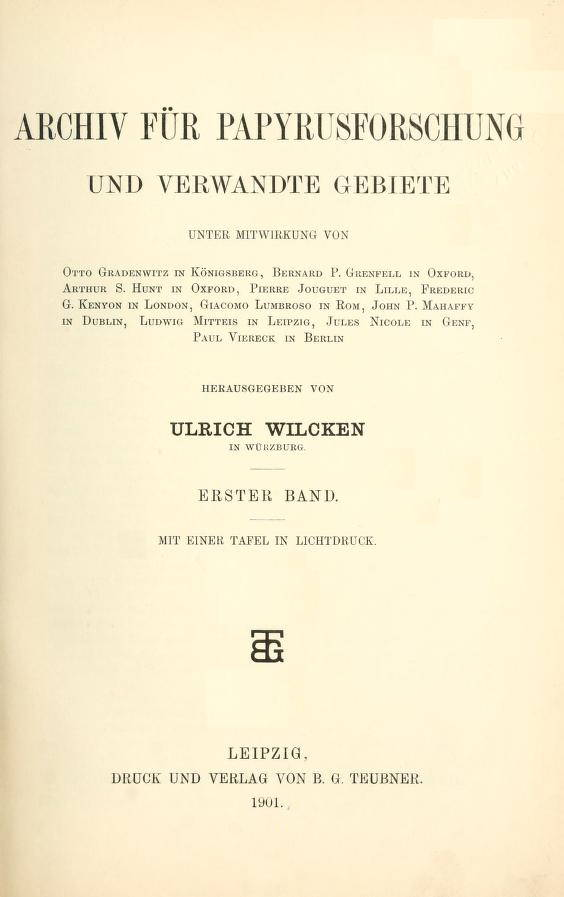
Frontespizio del primo volume del 1901

Archiv für Papyrusforschung und verwandte Gebiete (abbr. APF ; AfP ; ArchPap) è una rivista di studi antichi nel campo della papirologia.
Fondata nel 1901 da Ulrich Wilcken, è la più antica rivista specializzata in papirologia al mondo. Pubblica articoli, resoconti su papiri pubblicati di recente, ed edizioni di papiri letterari e documentari. A causa di varie circostanze, come le due guerre mondiali, nei primi decenni è uscita con cadenza relativamente irregolare. Furono pubblicati solo 14 volumi, ma corposi, tra il 1901 e il 1941, e nessun volume tra il 1942 e il 1952. La rivista fu pubblicata inizialmente dalla B.G. Teubner Verlag a Lipsia e dagli anni '50 nella filiale di Stoccarda dell'azienda, divisa in due dopo la seconda guerra mondiale. Dal volume 45 (1999) la rivista è stata pubblicata da KG Saur Verlag, e ora da Walter de Gruyter. Le lingue usate nella pubblicazione sono tedesco, inglese, francese e italiano.
Gli attuali componenti del comitato editoriale sono Lajos Berkes, Jean-Luc Fournet, Demokritos Kaltsas, Brian McGing, Fabian Reiter, Giuseppe Ucciardello e Marja Vierros. Archiv für Papyrusforschung è pubblicato in collaborazione con i Musei statali di Berlino. Vengono inoltre pubblicati volumi monografici come supplementi alla rivista.